# Consultazione popolare
Nel diritto costituzionale, le consultazioni popolari sono le forme di esercizio della sovranità popolare di natura elettorale o legislativa, previste da costituzioni, statuti o altre leggi. La consultazione popolare ha carattere prettamente politico e deriva dalla nozione primo-novecentesca di suffragio universale.
In età contemporanea, esse contemplano:
- le elezioni, regolate dalla costituzione e da leggi che definiscono i sistemi elettorali;
- il referendum, di vari tipi, regolato dalla costituzione e dalla legge elettorale o da legge referendaria;
- la petizione, generalmente rivolta alle assemblee legislative;
- l'iniziativa popolare legislativa (in inglese citizen's initiative), distinta dal referendum;
- il plebiscito, la cui nozione rimanda al referendum, ma che ha ambito anche pattizio;
- la revoca elettorale, corrisponde all'istituto di tradizione anglosassone del recall.

## Consultazioni popolari dell'età antica
Nelle istituzioni di diritto e storia antica non è dato distinguere, come oggi avviene, tra la fase del popolo elettore e la fase del popolo legislatore: 
- la bulé (βουλή) dell'antica Grecia: assemblea del popolo delle poleis, che approvava le leggi ed eleggeva i magistrati;
- i Comitia: assemblee popolari dell'epoca romana, che erano sede unitaria sia per l'electio dei magistrati che per l'approvazione delle leggi;
- Volksbefragung: referendum non vincolante di tradizione germanica nel territorio del baliato.

| Controllo di autorità | Thesaurus BNCF 16553 |